# Leki drukowane
Leki drukowane – leki produkowane za pomocą technologii drukowania.
Jest to nowatorski sposób produkowania leków doustnych, który pozwala na dopasowanie dawki leku do potrzeb i wymagań indywidualnych pacjenta. W tym celu wykorzystywane są odpowiednio dostosowane drukarki oraz odpowiednie kartridże i oprogramowanie. Wyróżnia się dwa rodzaje leków drukowanych:
- leki drukowane 2D lub dwuwymiarowe,  określane jako  (ang. 2 Dimensional Printing, 2DP) – są produkowane za pomocą  drukarki atramentowej w procesie nazywanym drukowaniem dwuwymiarowym, podczas którego dawka leku zostaje nastrzyknięta na jadalny papier, który zostaje później umieszczony w kapsułce;
- leki drukowane 3D lub trójwymiarowe (ang. 3 Dimensional Printing, 3DP) – są produkowane za pomocą odpowiednio dopasowanej drukarki przestrzennej w procesie nazywanym drukowaniem przestrzennym, podczas którego dawka leku zostaje zawarta w połączonych ze sobą warstwach proszku, uformowanych na kształt tabletki, na wzór przedmiotów drukowanych przestrzennie[1][2][3].

Pomysł drukowania leków narodził się w Massachusetts Institute of Technology. Obecnie inne uniwersytety i placówki naukowe pracują nad udoskonalaniem technologii produkcji leków drukowanych. Drukowanie na bazie atramentu i drukowanie na bazie proszku były głównie stosowanymi technologiami drukowania wymienionymi w pracach nad rozwojem i produkcją leków drukowanych, które zostały opublikowane do połowy 2012 roku.

## Leki drukowane 2D
Leki drukowane 2D są produkowane przez bezpośrednie,  precyzyjne naniesienie lub wstrzyknięcie, przez głowicę drukarki, na jadalny papier roztworu bądź zawiesiny substancji czynnej wraz z substancjami pomocniczymi. Po wysuszeniu i dokonaniu ewentualnej kontroli ilościowo-jakościowej papier z wydrukowanymi na nim dawkami leku jest zwijany w rolkę i cięty na kawałki, zawierające pojedynczą dawkę. Taki kawałek papieru  wkładany jest do  żelatynowej kapsułki, przeznaczonej do stosowania doustnego. Cała procedura zajmuje  kilkanaście sekund.

## Leki drukowane 3D
Produkcja leków drukowanych 3D polega na łączeniu ze sobą wielu warstw proszku za pośrednictwem cieczy (roztworu albo zawiesiny). Tabletka jest wytwarzana przez nakładanie na siebie kolejnych cienkich warstw proszku, przy czym każda nowa warstwa jest nakładana na poprzednią. Jednocześnie w odpowiednich miejscach każdej warstwy nanoszone są kropelki cieczy. Zapewniają one połączenie warstw. W wyniku tego procesu, bez stosowania tradycyjnego prasowania bądź wytłaczania, powstaje porowaty i rozpuszczalny w wodzie produkt, który ulega szybkiemu rozpadowi w jamie ustnej już w niewielkiej ilości płynu w ciągu kilku lub kilkunastu sekund. Właścicielem praw do tej opatentowanej metody farmaceutycznego drukowania przestrzennego leków jest przedsiębiorstwo Aprecia. Technologia przestrzennego drukowania oparta na proszku i płynie została wynaleziona w Massachusetts Institute of Technology pod koniec lat 80. XX wieku i w następnych latach (1993–2003) udoskonalona pod kątem zastosowania w farmacji i inżynierii tkankowej.

## Zalety i wady leków drukowanych
Ze względu na łatwość wytworzenia dowolnej formy i zindywidualizowanej dawki leku przez wprowadzenie jedynie niewielkich zmian w oprogramowaniu przed ich wydrukowaniem leki 3D mogą przyczynić się do rozwoju spersonalizowanej farmakoterapii dla dzieci, osób starszych i pacjentów przyjmujących leki działające na ośrodkowy układ nerwowy, leki o wąskim indeksie terapeutycznym albo leki, których metabolizm może być zależny od polimorfizmu genetycznego. Drukowanie przestrzenne leków może odbywać się dosłownie i w przenośni bliżej pacjenta, na jego indywidualne zamówienie, w bardzo krótkim czasie, z uwzględnieniem specyficznych wymogów związanych z dawką oraz wielkością i kształtem doustnej postaci leku (np. mającego kształt piramidalny lub toroidalny, i różniące się między sobą szybkością uwalniania substancji czynnej), w przeciwieństwie do dotychczasowej praktyki produkcji leków w wytwórni i dostępności wyłącznie kilku różnych dawek stosowanych u wszystkich pacjentów. Technologia drukowania przestrzennego leków może być w przyszłości wykorzystywana w liniach produkcyjnych farmaceutyków. Do wad ewentualnej produkcji leków tą metodą  zaliczono: konieczność zastąpienia leków opakowanych w butelki i składowanych w aptekach znacznie większymi  drukarkami, wysokie koszty ponownych badań i rejestracji leków drukowanych, konieczność decentralizacji produkcji, łatwość podrabiania, a także powrót do dawnego sposobu wykonywania leku przez aptekarza dla  pacjenta według przepisu lekarza w „drukarce”.

## Pierwszy lek 3D
Pierwszym lekiem, który roku uzyskał zezwolenie FDA na tabletkowanie za pomocą drukowania przestrzennego (3 sierpnia 2015), był lewetyracetam (Spritam), lek przeciwpadaczkowy stosowany u dorosłych i dzieci, produkowany przez przedsiębiorstwo Aprecia Pharmaceuticals z Ohio. Wydrukowane przestrzennie tabletki lewetyracetamu mają być dostępne na amerykańskim rynku farmaceutycznym na początku 2016 roku.